# Dénissa-Marka
Ne doit pas être confondu avec Dénissa-Mossi.
Dénissa-Marka est une localité située dans le département de Dokuy de la province de la Kossi dans la région de la Boucle du Mouhoun au Burkina Faso.